# Santuario di Santa Maria di Morinesio
Il santuario di Santa Maria di Morinesio è un edificio religioso dedicato alla Vergine Maria sito in Morinesio, frazione del comune di Stroppo, in valle Maira, ad un'altitudine di 1485 m s.l.m.

## Posizione
Il santuario è situato nei pressi della borgata di Morinesio, ai margini di una conca erbosa che termina a precipizio sulla vallata sottostante, in un punto panoramico dal quale si gode di un'ampia visuale sulla valle Maira e su parte della pianura cuneese.

## Storia
L'attuale costruzione si sostituì ad una piccola cappella già esistente nel XIV secolo. Divenuta santuario nel 1511, si impose come meta di pellegrinaggio dai paesi limitrofi della valle Maira e dalle vicine valli Varaita e Grana. Dato il crescente afflusso di visitatori,  nel corso del Settecento vennero attuati i lavori di costruzione dell'attuale santuario, che si conclusero a fine secolo con la realizzazione dei due porticati, del campanile e dell'alloggio riservato ai pellegrini.

## Galleria d'immagini

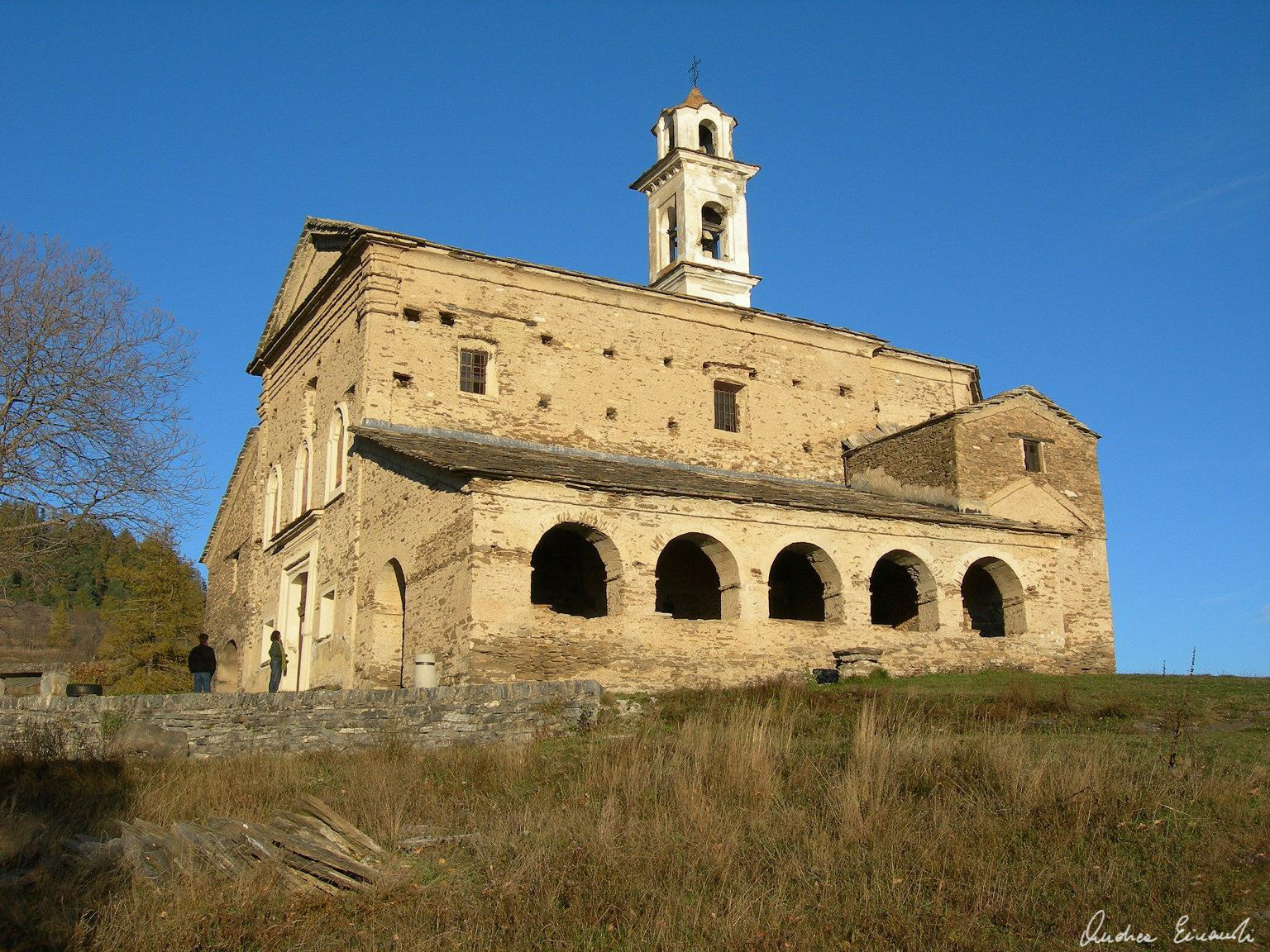
Esterno del santuario con il porticato
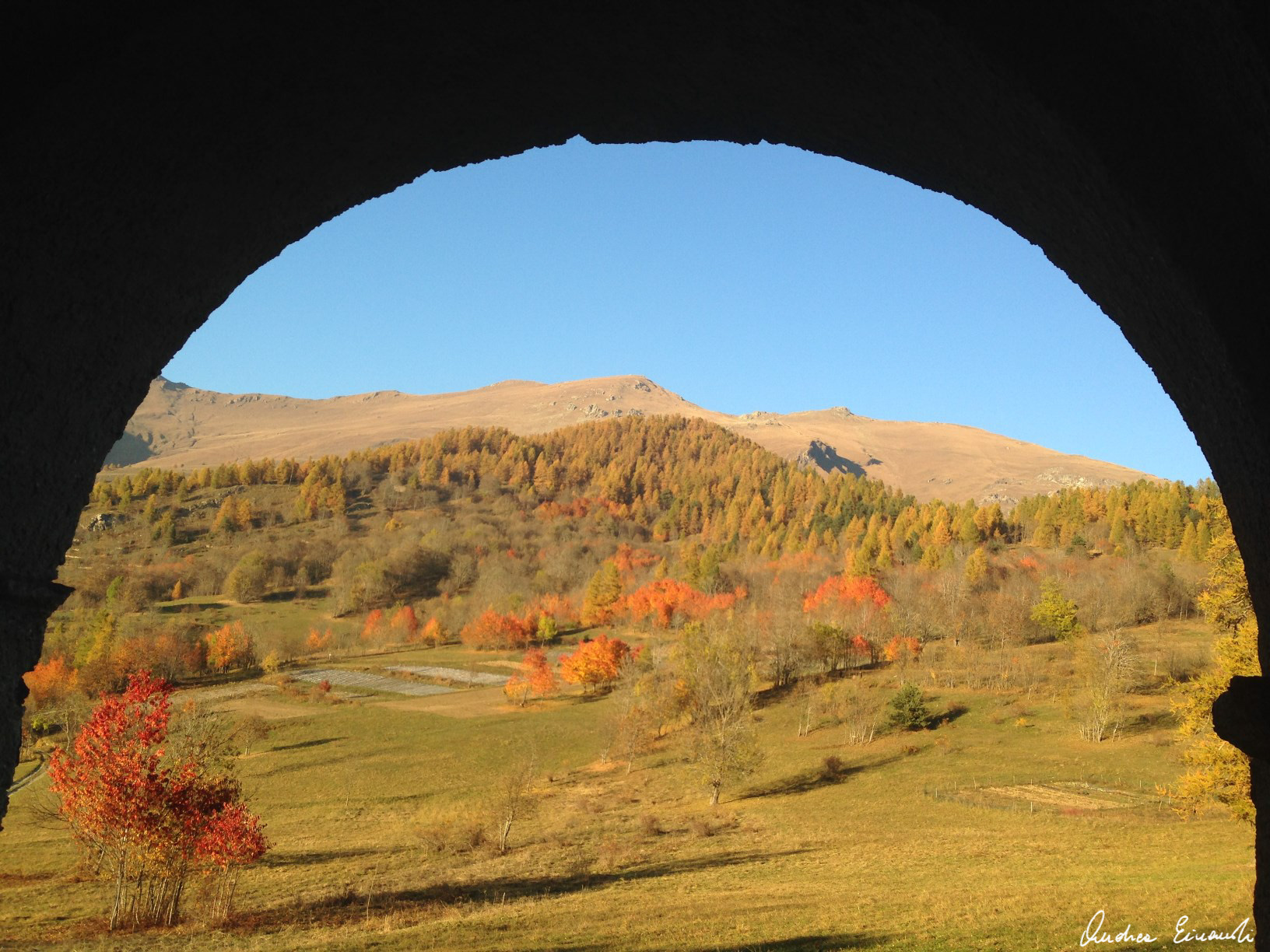
Visuale dal porticato del santuario verso nord
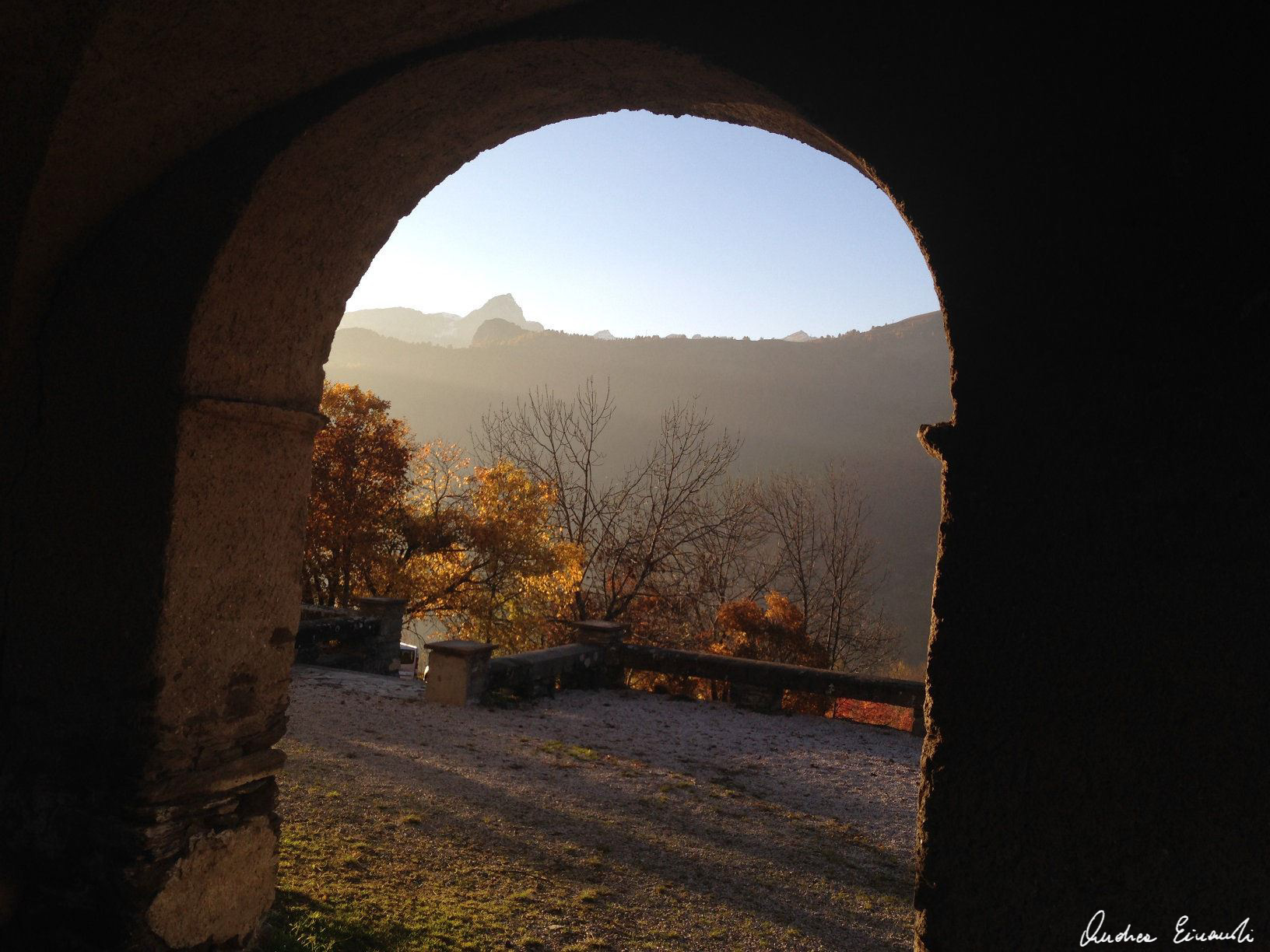
Monte Chersogno dal porticato del santuario
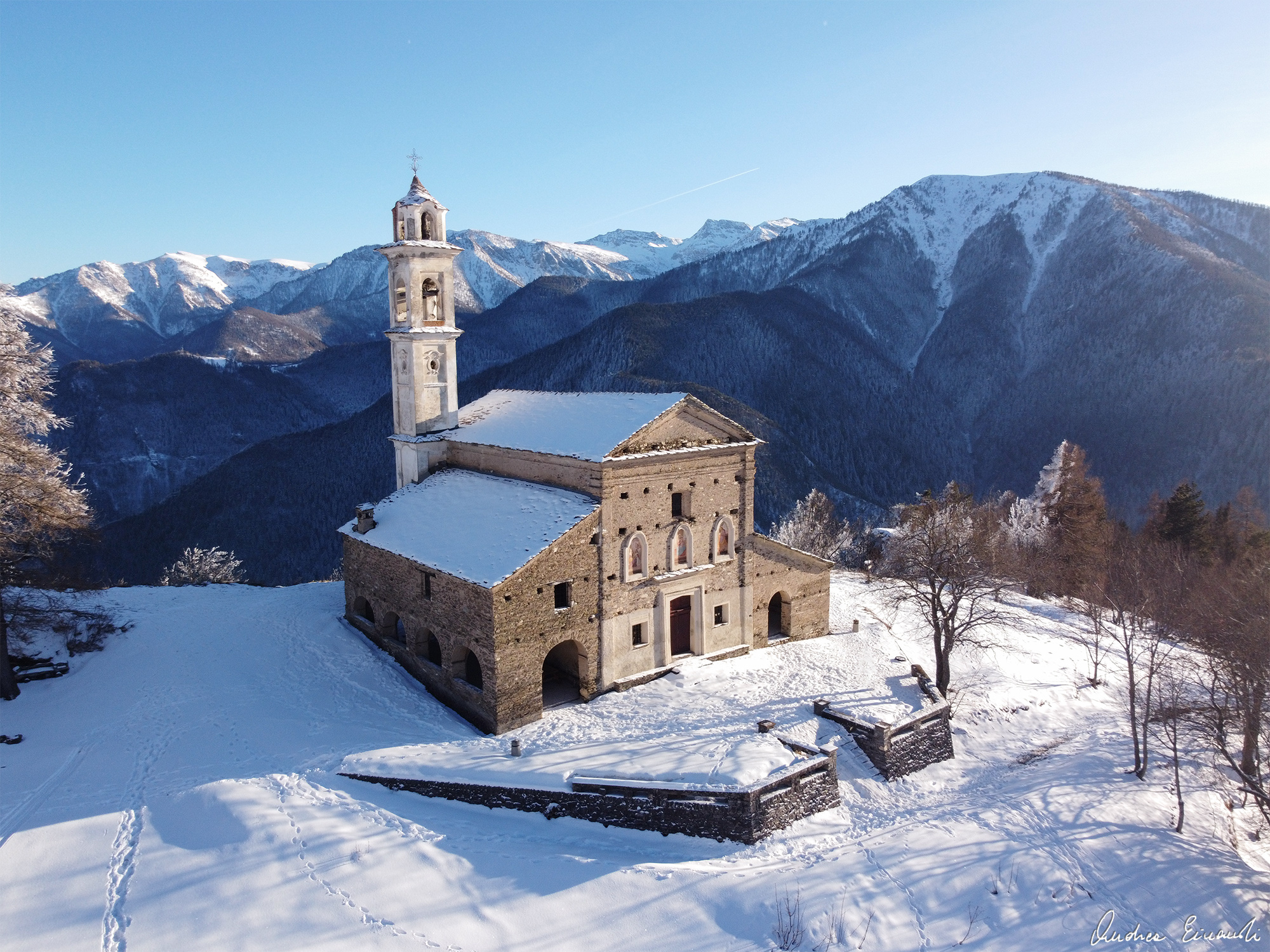
Vista aerea del santuario in inverno
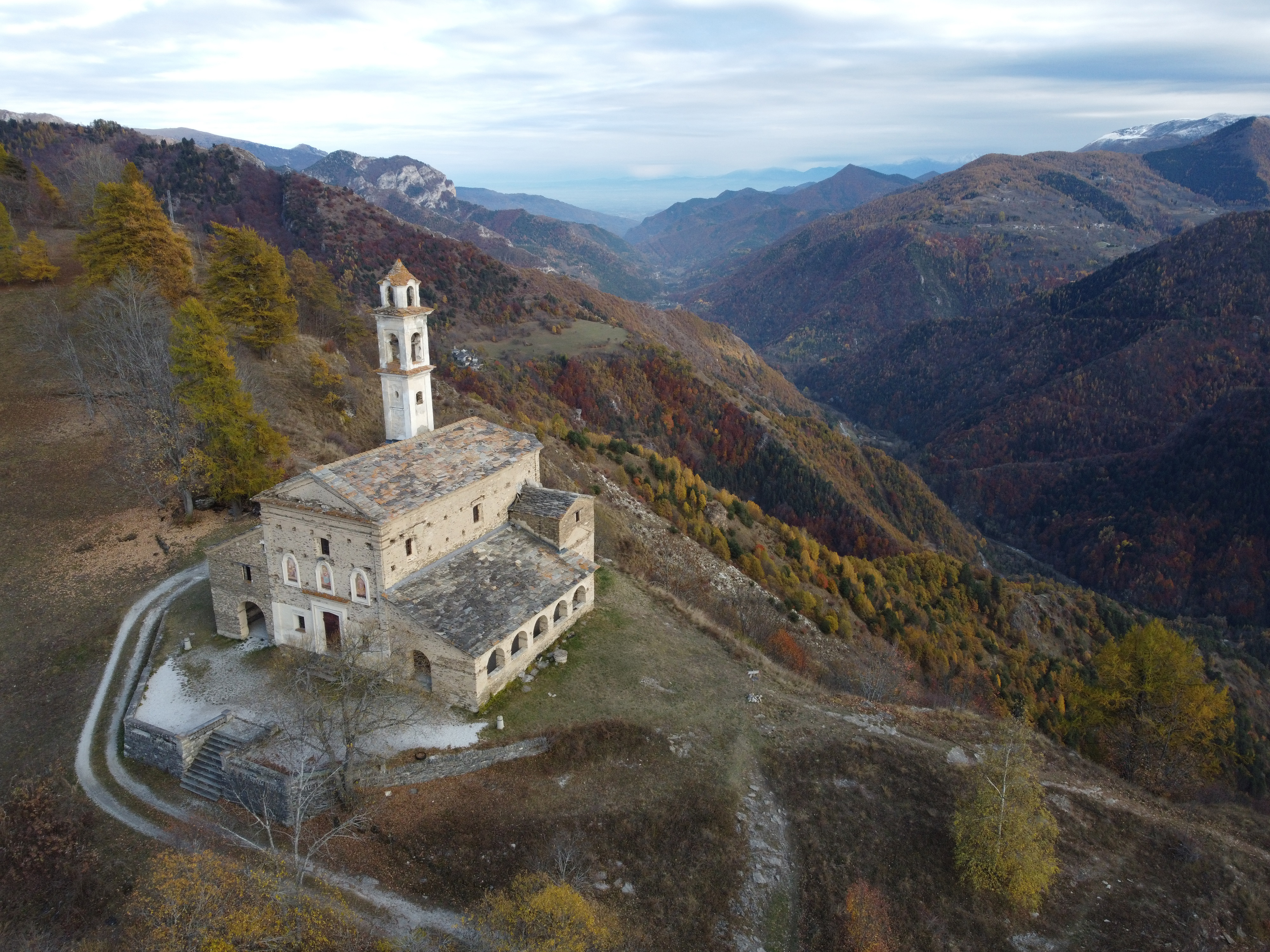
Vista aerea del santuario in autunno
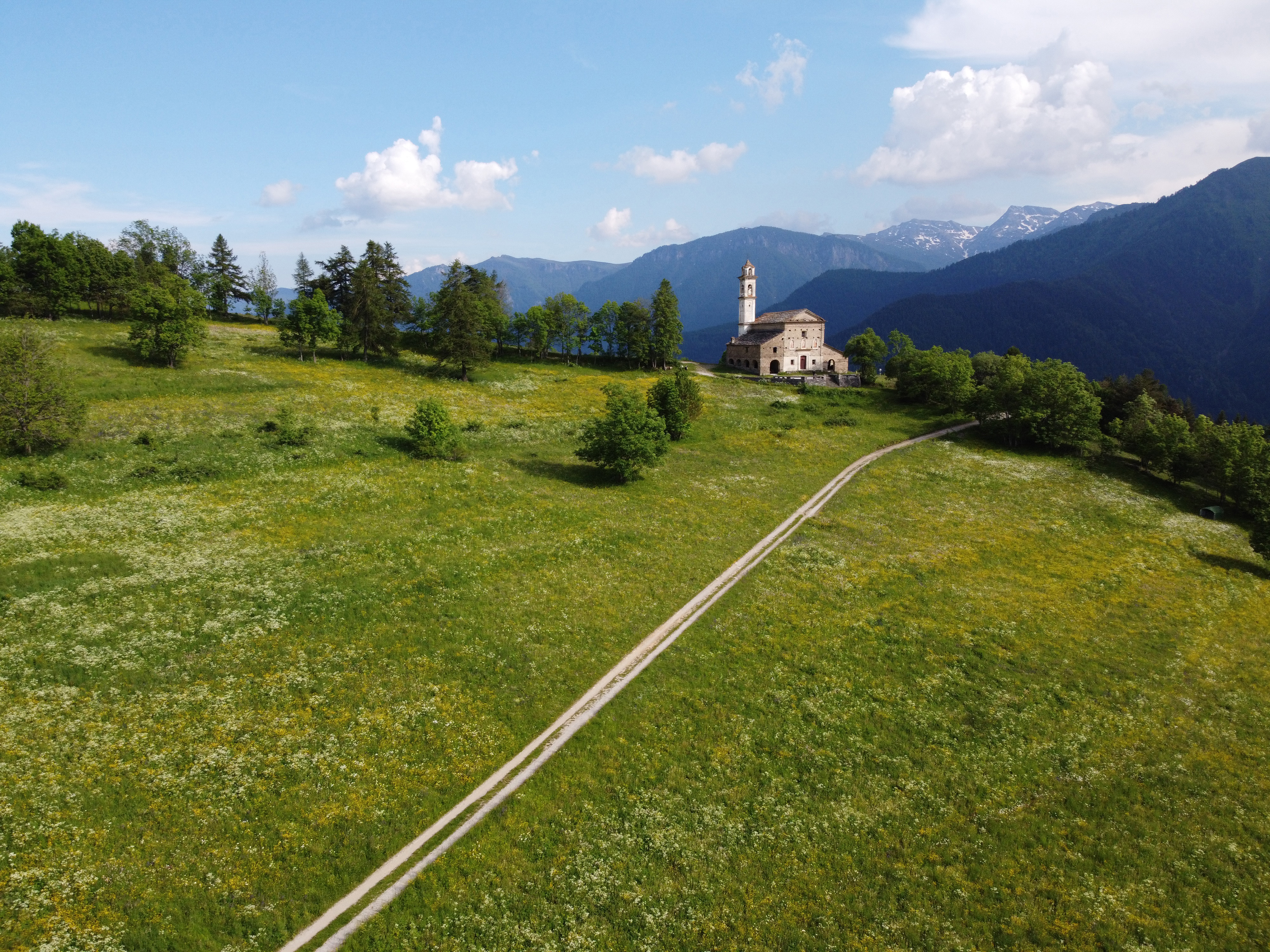
Vista aerea del santuario in estate